# Maciste poliziotto
Maciste poliziotto è un film muto italiano del 1918 diretto da Roberto Roberti.